# Sanyo MBC-1000
Sanyo MBC-1000 (MBC-1000) је био професионални рачунар фирме Санио (Sanyo) који је почео да се производи у Јапану од 1982. године.
Користио је Z80A као микропроцесор. RAM меморија рачунара је имала капацитет од 64 KB. 
Као оперативни систем кориштен је CP/M 2.2.

## Детаљни подаци
Детаљнији подаци о рачунару MBC-1000 су дати у табели испод.
|                       |                                                                                                 |
| [ 1 ]                 |                                                                                                 |
| Произвођач            | Санио                                                                                           |
| Тип                   | професионални рачунар                                                                           |
| Меморија              | 64 KB                                                                                           |
| Поријекло             | Јапан                                                                                           |
| Година                | 1982                                                                                            |
| Тастатура             | стил писаће машине, 83 тастера са нумеричком тастатуром, 5 функцијских тастера + тастери смјера |
| Процесор              |                                                                                                 |
| Фреквенција процесора | 4                                                                                               |
| RAM                   | 64 KB                                                                                           |
| ROM                   | 2 KB                                                                                            |
| Текст                 | 80 стубова x 25 линија (8x8 тачака матрица знакова, програмибилни генератор звука)              |
| Графика               | нема                                                                                            |
| Боја                  | једна боја, зелени приказ (12-инчни монитор)                                                    |
| Звук                  | уграђени Buzzer                                                                                 |
| Димензије             | главна јединица: 40,5 (ширина) x 31,7 (висина) x 35,7 (дубина) / 14                             |
| Портови               |                                                                                                 |
| Оперативни систем     |                                                                                                 |